# Spielvereinigung Bayreuth 1976-1977
Questa voce raccoglie le informazioni riguardanti la Spielvereinigung Bayreuth nelle competizioni ufficiali della stagione 1976-1977.

## Stagione
Nella stagione 1976-1977 il Bayreuth, allenato da Gerhard Happ, concluse il campionato di 2. Bundesliga al 14º posto. In Coppa di Germania il Bayreuth fu eliminato ai quarti di finale dal Rot-Weiss Essen.

## Rosa
| N. |                     | Ruolo | Calciatore        |
| -- | ------------------- | ----- | ----------------- |
|    | Germania (bandiera) | P     | Wolfgang Hillmann |
|    | Germania (bandiera) | P     | Wolfgang Mahr     |
|    | Germania (bandiera) | D     | Harald Bleckert   |
|    | Germania (bandiera) | D     | Reinhard Brendel  |
|    | Germania (bandiera) | D     | Georg Damjanoff   |
|    | Germania (bandiera) | D     | Gerd Fink         |
|    | Germania (bandiera) | C     | Klaus Brand       |
|    | Germania (bandiera) | C     | Wolfgang Breuer   |
|    | Germania (bandiera) | C     | Harald Dollhopf   |
|    | Germania (bandiera) | C     | Norbert Hofmann   |
|    | Germania (bandiera) | C     | Herbert Horn      |

| N. |                     | Ruolo | Calciatore         |
| -- | ------------------- | ----- | ------------------ |
|    | Germania (bandiera) | C     | Paul Hupp          |
|    | Germania (bandiera) | C     | Rolf Kaul          |
|    | Germania (bandiera) | C     | Eberhard Lindner   |
|    | Germania (bandiera) | C     | Günther Weiß       |
|    | Germania (bandiera) | A     | Manfred Größler    |
|    | Germania (bandiera) | A     | Roland Hobner      |
|    | Serbia (bandiera)   | A     | Stjepan Milardovic |
|    | Germania (bandiera) | A     | Gert Ockenfels     |
|    | Germania (bandiera) | A     | Peter Sichmann     |
|    | Germania (bandiera) | A     | Uwe Sommerer       |

## Organigramma societario
Area tecnica
- Allenatore: Gerhard Happ
- Allenatore in seconda:
- Preparatore dei portieri:
- Preparatori atletici:

## Calciomercato

### Sessione estiva
| Acquisti | Acquisti        | Acquisti      | Acquisti |
| R.       | Nome            | da            | Modalità |
| -------- | --------------- | ------------- | -------- |
| D        | Georg Damjanoff | Hannover 96   |          |
| C        | Günther Weiß    | Bayern Monaco |          |

| Cessioni | Cessioni            | Cessioni            | Cessioni |
| R.       | Nome                | a                   | Modalità |
| -------- | ------------------- | ------------------- | -------- |
| C        | Herbert Heidenreich | Borussia M'gladbach |          |
| A        | Klaus Sterz         | Würzburg            |          |

### Sessione invernale
| Acquisti | Acquisti | Acquisti | Acquisti |
| R.       | Nome     | da       | Modalità |
| -------- | -------- | -------- | -------- |

| Cessioni | Cessioni | Cessioni | Cessioni |
| R.       | Nome     | a        | Modalità |
| -------- | -------- | -------- | -------- |

## Risultati

### 2. Bundesliga

#### Girone di andata
| Arbitro: | Stegner |

|           |           |            |
| Brand 59’ | Marcatori | 19’ Bartel |

| Arbitro: | Hontheim |

|                   |           |                           |
| Sebert 32’ (rig.) | Marcatori | 59’ Ockenfels 67’ Größler |

| Arbitro: | Drescher |

|                    |           |                                              |
| Ockenfels 31’, 40’ | Marcatori | 44’ (rig.), 46’ Jörg 51’ Szupak 87’ Hoffmann |

| Stoccarda 28 agosto 1976 4ª giornata | Stoccarda | 0 – 0 referto | Bayreuth | Neckarstadion (11 000 spett.)\| Arbitro: \| Antz \| |
| Arbitro:                             | Antz      |               |          |                                                     |

| Arbitro: | Blum |

|            |           |                     |
| Breuer 85’ | Marcatori | 51’ Diener 68’ Koch |

| Arbitro: | Ferro |

|                   |           |  |
| Granitza 13’, 85’ | Marcatori |  |

| Arbitro: | Dölfel |

|            |           |                                               |
| Hobner 58’ | Marcatori | 36’ Tochtermann 55’, 73’ Herberth 85’ Metzger |

| Arbitro: | Nützel |

|  |           |                               |
|  | Marcatori | 12’ Horn 26’ Hobner 34’ Brand |

| Arbitro: | Ross |

|           |           |                         |
| Brand 85’ | Marcatori | 21’ Walitza 75’ Nüssing |

| Arbitro: | Engel |

|                                   |           |                      |
| Emmerich 21’ Sterz 72’ Szaule 80’ | Marcatori | 3’ Breuer 29’ Hobner |

| Arbitro: | Vielsack |

|                                  |           |                                     |
| Brand 40’ Größler 65’ Breuer 77’ | Marcatori | 21’, 29’, 81’ Hofeditz 51’ Bronnert |

| Arbitro: | Brückner |

|                                |           |                                                     |
| Melzl 9’, 55’ Watzl 42’ (rig.) | Marcatori | 44’ (rig.) Größler 72’ (rig.) Breuer 76’, 80’ Brand |

| Arbitro: | Seith |

|                                 |           |                                                          |
| Größler 26’ (rig.) Sommerer 65’ | Marcatori | 14’ Müllner 21’ (rig.) Riemann 24’ Bergfelder 73’ Brinsa |

| Arbitro: | Kuhn |

|                 |           |            |
| Mahr 90’ (aut.) | Marcatori | 51’ Breuer |

| Arbitro: | Scheffner |

|                         |           |                         |
| Sichmann 54’ Breuer 76’ | Marcatori | 19’ Trimhold 68’ Weiler |

| Pirmasens 20 novembre 1976 16ª giornata | Pirmasens | 0 – 0 referto | Bayreuth | Städtisches Stadion (2 000 spett.)\| Arbitro: \| Aldinger \| |
| Arbitro:                                | Aldinger  |               |          |                                                              |

| Arbitro: | Dölfel |

|                |           |                      |
| Breuer 5’, 60’ | Marcatori | 46’ Theis 70’ Rausch |

| Arbitro: | Möckel |

|                             |           |           |
| Größler 22’ (rig.) Horn 74’ | Marcatori | 61’ Geyer |

| Arbitro: | Kollmann |

|               |           |  |
| Dörenberg 28’ | Marcatori |  |

#### Girone di ritorno
| Arbitro: | Niebergall |

|             |           |            |
| Roßband 50’ | Marcatori | 63’ Breuer |

| Arbitro: | Ulm |

|                |           |  |
| Milardovic 87’ | Marcatori |  |

| Arbitro: | Dahler |

|                                              |           |           |
| Aumeier 40’, 67’, 77’ Jörg 59’ Killmaier 84’ | Marcatori | 87’ Brand |

| Arbitro: | Blum |

|                                              |           |                      |
| Größler 47’ (rig.) Milardovic 51’ Breuer 85’ | Marcatori | 33’ Elmer 77’ Hoeneß |

| Arbitro: | Brückner |

|                               |           |                |
| Diener 30’ Pankotsch 59’, 67’ | Marcatori | 24’ Milardovic |

| Arbitro: | Boos |

|  |           |                |
|  | Marcatori | 69’ Scheermann |

| Arbitro: | Stumpf |

|                         |           |             |
| Herberth 38’ Falter 73’ | Marcatori | 76’ Hofmann |

| Arbitro: | Langhans |

|                                                      |           |           |
| Sommerer 27’ Breuer 67’, 71’ Milardovic 87’ Horn 90’ | Marcatori | 15’ Michl |

| Arbitro: | Linn |

|           |           |  |
| Sturz 70’ | Marcatori |  |

| Arbitro: | Rumbucher |

|                                |           |                        |
| Milardovic 21’, 60’ Breuer 67’ | Marcatori | 35’ Thiel 81’ Emmerich |

| Arbitro: | Treib |

|  |           |                                    |
|  | Marcatori | 15’, 69’ Brand 20’ Horn 22’ Breuer |

| Arbitro: | Drescher |

|                            |           |  |
| Milardovic 17’ Hofmann 24’ | Marcatori |  |

| Arbitro: | Gaus |

|             |           |  |
| Schlief 20’ | Marcatori |  |

| Arbitro: | Dreher |

|                            |           |              |
| Größler 72’ Milardovic 86’ | Marcatori | 68’ Hoffmann |

| Arbitro: | Therre |

|              |           |             |
| Trimhold 52’ | Marcatori | 68’ Größler |

| Arbitro: | Aldinger |

|                         |           |                   |
| Milardovic 60’ Horn 86’ | Marcatori | 90’ (rig.) Müller |

| Arbitro: | Kalenborn |

|                 |           |           |
| Rausch 61’, 81’ | Marcatori | 39’ Brand |

| Arbitro: | Ross |

|            |           |              |
| Hilkes 42’ | Marcatori | 82’ Bleckert |

| Arbitro: | Joos |

|                              |           |                              |
| Größler 68’ (rig.) Brand 87’ | Marcatori | 27’ Schabacker 39’ Cestonaro |

### Coppa di Germania
| Arbitro: | Steigele |

|                                             |           |                                               |
| Rausch 50’, 80’ Bitz 75’ (rig.) Bastrup 92’ | Marcatori | 25’ Sommerer 58’ Breuer 77’ Brand 97’ Hofmann |

| Arbitro: | Walz |

|                                               |           |          |
| Breuer 56’ Horn 61’ Ockenfels 66’ Hofmann 78’ | Marcatori | 25’ Berg |

| Arbitro: | Scheffner |

|                       |           |             |
| Sommerer 55’ Weiß 84’ | Marcatori | 4’ Efferenn |

| Arbitro: | Gaus |

|                   |           |                   |
| Sommerer 17’, 73’ | Marcatori | 79’ (rig.) Arnold |

| Arbitro: | Scheffner |

|                                 |           |  |
| Schäffner 53’ (aut.) Breuer 86’ | Marcatori |  |

| Arbitro: | Quindeau |

|                |           |                          |
| Milardovic 73’ | Marcatori | 18’ Bönighausen 82’ Lund |

## Statistiche

### Statistiche di squadra
| Competizione      | Punti | In casa | In casa | In casa | In casa | In casa | In casa | In trasferta | In trasferta | In trasferta | In trasferta | In trasferta | In trasferta | Totale | Totale | Totale | Totale | Totale | Totale | DR |
| Competizione      | Punti | G       | V       | N       | P       | Gf      | Gs      | G            | V            | N            | P            | Gf           | Gs           | G      | V      | N      | P      | Gf     | Gs     | DR |
| ----------------- | ----- | ------- | ------- | ------- | ------- | ------- | ------- | ------------ | ------------ | ------------ | ------------ | ------------ | ------------ | ------ | ------ | ------ | ------ | ------ | ------ | -- |
| 2. Bundesliga     | 34    | 19      | 8       | 4       | 7       | 37      | 36      | 19           | 4            | 6            | 9            | 23           | 28           | 38     | 12     | 10     | 16     | 60     | 64     | -4 |
| Coppa di Germania | -     | 5       | 4       | 0       | 1       | 11      | 5       | 1            | 0            | 1            | 0            | 4            | 4            | 6      | 4      | 1      | 1      | 15     | 9      | +6 |
| Totale            | 34    | 24      | 12      | 4       | 8       | 48      | 41      | 20           | 4            | 7            | 9            | 27           | 32           | 44     | 16     | 11     | 17     | 75     | 73     | +2 |

### Andamento in campionato
| Giornata  | 1 | 2 | 3  | 4  | 5  | 6  | 7  | 8  | 9  | 10 | 11 | 12 | 13 | 14 | 15 | 16 | 17 | 18 | 19 | 20 | 21 | 22 | 23 | 24 | 25 | 26 | 27 | 28 | 29 | 30 | 31 | 32 | 33 | 34 | 35 | 36 | 37 | 38 |
| --------- | - | - | -- | -- | -- | -- | -- | -- | -- | -- | -- | -- | -- | -- | -- | -- | -- | -- | -- | -- | -- | -- | -- | -- | -- | -- | -- | -- | -- | -- | -- | -- | -- | -- | -- | -- | -- | -- |
| Luogo     | C | T | C  | T  | C  | T  | C  | T  | C  | T  | C  | T  | C  | T  | C  | T  | C  | C  | T  | T  | C  | T  | C  | T  | C  | T  | C  | T  | C  | T  | C  | T  | C  | T  | C  | T  | T  | C  |
| Risultato | N | V | P  | N  | P  | P  | P  | V  | P  | P  | P  | V  | P  | N  | N  | N  | N  | V  | P  | N  | V  | P  | V  | P  | P  | P  | V  | P  | V  | V  | V  | P  | V  | N  | V  | P  | N  | N  |
| Posizione | 9 | 8 | 11 | 10 | 13 | 16 | 17 | 15 | 16 | 17 | 17 | 17 | 17 | 17 | 17 | 17 | 17 | 16 | 16 | 16 | 15 | 16 | 15 | 17 | 17 | 17 | 16 | 16 | 16 | 16 | 15 | 16 | 16 | 15 | 14 | 14 | 14 | 14 |

Legenda:

Luogo: C = Casa; T = Trasferta. Risultato: V = Vittoria; N = Pareggio; P = Sconfitta.

### Statistiche dei giocatori
| Giocatore     | 2. Bundesliga | 2. Bundesliga | 2. Bundesliga | 2. Bundesliga | Coppa di Germania | Coppa di Germania | Coppa di Germania | Coppa di Germania | Totale   | Totale | Totale      | Totale     |
| Giocatore     | Presenze      | Reti          | Ammonizioni   | Espulsioni    | Presenze          | Reti              | Ammonizioni       | Espulsioni        | Presenze | Reti   | Ammonizioni | Espulsioni |
| ------------- | ------------- | ------------- | ------------- | ------------- | ----------------- | ----------------- | ----------------- | ----------------- | -------- | ------ | ----------- | ---------- |
| H. Bleckert   | 36            | 1             | 6             | 0             | 6                 | 0                 | 2                 | 0                 | 42       | 1      | 8           | 0          |
| K. Brand      | 38            | 11            | 3             | 0             | 6                 | 1                 | 0                 | 0                 | 44       | 12     | 3           | 0          |
| R. Brendel    | 35            | 0             | 2             | 0             | 5                 | 0                 | 1                 | 0                 | 40       | 0      | 3           | 0          |
| W. Breuer     | 38            | 14            | 2             | 0             | 6                 | 3                 | 0                 | 0                 | 44       | 17     | 2           | 0          |
| G. Damjanoff  | 27            | 0             | 1             | 0             | 3                 | 0                 | 0                 | 0                 | 30       | 0      | 1           | 0          |
| H. Dollhopf   | 4             | 0             | 0             | 0             | 0                 | 0                 | 0                 | 0                 | 4        | 0      | 0           | 0          |
| G. Fink       | 17            | 0             | 3             | 0             | 3                 | 0                 | 1                 | 0                 | 20       | 0      | 4           | 0          |
| M. Größler    | 36            | 9             | 8             | 0             | 6                 | 0                 | 0                 | 0                 | 42       | 9      | 8           | 0          |
| W. Hillmann   | 21            | 0             | 0             | 0             | 3                 | 0                 | 0                 | 0                 | 24       | 0      | 0           | 0          |
| R. Hobner     | 7             | 3             | 0             | 0             | 1                 | 0                 | 0                 | 0                 | 8        | 3      | 0           | 0          |
| N. Hofmann    | 36            | 2             | 4             | 0             | 6                 | 2                 | 0                 | 0                 | 42       | 4      | 4           | 0          |
| H. Horn       | 37            | 5             | 1             | 0             | 6                 | 1                 | 0                 | 0                 | 43       | 6      | 1           | 0          |
| P. Hupp       | 5             | 0             | 2             | 0             | 0                 | 0                 | 0                 | 0                 | 5        | 0      | 2           | 0          |
| R. Kaul       | 27            | 0             | 9             | 0             | 3                 | 0                 | 0                 | 0                 | 30       | 0      | 9           | 0          |
| E. Lindner    | 1             | 0             | 0             | 0             | 0                 | 0                 | 0                 | 0                 | 1        | 0      | 0           | 0          |
| W. Mahr       | 18            | 0             | 0             | 0             | 3                 | 0                 | 0                 | 0                 | 21       | 0      | 0           | 0          |
| S. Milardovic | 19            | 9             | 4             | 0             | 1                 | 1                 | 1                 | 0                 | 20       | 10     | 5           | 0          |
| G. Ockenfels  | 14            | 3             | 1             | 0             | 2                 | 1                 | 0                 | 0                 | 16       | 4      | 1           | 0          |
| P. Sichmann   | 23            | 1             | 2             | 0             | 2                 | 0                 | 0                 | 0                 | 25       | 1      | 2           | 0          |
| U. Sommerer   | 22            | 2             | 1             | 0             | 4                 | 4                 | 0                 | 0                 | 26       | 6      | 1           | 0          |
| G. Weiß       | 15            | 0             | 1             | 0             | 3                 | 1                 | 0                 | 0                 | 18       | 1      | 1           | 0          |